# Georg Stang
Hans Georg Jacob Stang (17. februar 1858 – 11. september 1907) var en norsk officer, søn af Jacob Stang.
Stang blev sekondløjtnant 1877 og gik 1881 efter aflagt højskoleeksamen over i artilleribrigaden, hvor han 1885 blev premierløjtnant og 1889 kaptajn, 1900 oberstløjtnant i Kystartilleriet og kommandant over Agdenes befæstninger. Han indtrådte 6. november 1900 i regeringen som statsråd og chef for Forsvarsdepartementet, men udtrådte 9. juni 1903 sammen med Wollert Konow på grund af uoverensstemmelse med ministeriets øvrige medlemmer og blev derefter kommandant på Oscarsborgs fæstning. Han var sjælen i det militære reorganisationsarbejde, som — særlig med sigte på en mulig krig med Sverige — foregik i Norge i tiåret 1895-1903. 
Efter at han var udtrådt af den Blehrske regering, blev hans program: et stærkt forsvar med front mod øst og med sigte på en unionspolitisk aktion, der regnede med muligheden af unionens sprængning, mere aktuelt end nogen sinde. Han hørte derfor naturlig blandt de politiske personligheder, der 1905 måtte træde i forgrunden. Han kom dog ikke direkte til at tage del i årets begivenheder i Norge på grund af sin aggressivt stejle holdning i alle spørgsmål vedrørende landets selvbestemmelsesret. I foredrag (blandt andet 25.-26. februar i Kristiania) manede han til pågående handling i unionssagen, kostede det end krig på halvøen. 
Han blev sjælen i den opposition, der rettedes mod forliget i Karlstad, særlig dets bud om grænsebefæstningernes nedlæggelse. Skønt han ikke opnåede noget mandat til Stortinget 1906—09, vedblev han at stå som en af det radikale partis førere. Over Stang rejste Norges Ungdom 23. februar 1908 en bautasten i skoven under Holmenkollen ved Kristiania, og 17. februar 1909 afsløredes en statue på hans grav på Vår Frelsers gravlund i den norske hovedstad.